# 个人电脑世界
《个人电脑世界》杂志（PCWorld），又译作《个人计算机世界》，是一个由国际数据集团发行的电脑杂志。 2013年后仅在网络发布。它主要提供电脑相关，互联网，个人科技产品和服务的咨询意见。 
该杂志的现任总编辑是瓊·菲利普斯（Jon Phillips），他曾经是《连线》的编辑。 2012年，他代替史蒂夫·福克斯（Steve Fox）成为总编辑。《电脑世界》亦会以《电脑顾问》和《电脑世界报》的名称在其他国家发行。总部设在旧金山。

## 历史
该出版物于1982年在计算机经销商博览会首次展示，1983年正式发行。
2013年7月10日，IDG宣布该杂志将停止其印刷版发行。2013年8月期是最后的印刷版本。